# Misumenops oblongus
Misumenops oblongus är en spindelart som först beskrevs av Eugen von Keyserling 1880.  Misumenops oblongus ingår i släktet Misumenops och familjen krabbspindlar. Inga underarter finns listade i Catalogue of Life.